# Le Pull-over rouge (film)
Pour le roman initial, voir Le Pull-over rouge.
Pour plus de détails, voir Fiche technique et Distribution.
Le Pull-over rouge est un film de Michel Drach sorti en 1979, librement inspiré du roman éponyme de Gilles Perrault, et de l'affaire criminelle et la condamnation à mort de Christian Ranucci, exécuté en 1976.
Le film se classe à la 22e place au box-office français, avec 1 408 693 entrées.

## Synopsis
Marseille, 1974. Dans la matinée du 3 juin, Elisa Garcia, âgée de 8 ans, disparaît de la cité Sainte-Agnès en compagnie d'un inconnu. Selon José, le frère d'Elisa âgé de 6 ans, l'homme était brun, vêtu d'un costume gris et conduisait une Simca 1100 de couleur grise. À 20 kilomètres de Marseille, au croisement de La Pomme, un inconnu prend la fuite au volant de son coupé Peugeot 304 gris après avoir grillé le stop et percuté une voiture. Quelques heures plus tard, un jeune homme demande de l'aide dans une maison, non loin du lieu de l'accident : sa voiture, le fameux coupé Peugeot 304, est embourbé dans une galerie de la champignonnière voisine. Quant à Elisa, elle reste introuvable. Le 5 juin, le corps d'une fillette est retrouvé sans vie près du croisement de La Pomme. Le conducteur du coupé est finalement identifié : il s'agit de Christian Ranucci, un représentant de commerce de 20 ans habitant à Nice. De plus, la fillette est formellement identifiée par le père d'Elisa : il s'agit bien de sa fille. Dans la galerie où Ranucci s'est embourbé, la gendarmerie retrouve un pull-over rouge. Christian Ranucci est arrêté. Cependant, le petit José ne le reconnaît pas comme étant le ravisseur, et n'identifie pas davantage sa voiture...
Les héros de ce film sont, outre Christian Ranucci, le journaliste Gilles Chard – interprété par Georges Beller, et qui au fil des jours adhère à la thèse de l'innocence du protagoniste principal – et Charlie – autre journaliste joué par Jean Benguigui. Le personnage de Gilles Chard, de par son inclinaison à croire à l'innocence, rappelle le journaliste de Libération Alain Dugrand qui, à en croire le livre de Gilles Perrault, se laisse séduire par cette thèse et développe une certaine complaisance envers Christian Ranucci et son système de défense.
Après avoir été reconnu par les époux Garnier comme étant le conducteur de la Peugeot 304, Ranucci avoue et indique l'endroit où il a caché son couteau. Il est alors déféré devant le juge d'instruction. 
Lors de la reconstitution, Ranucci au moment de mimer les gestes du meurtre, crie « C'est pas moi ! » . Par la suite, une Mme Andréi se présente à l'avocat de Ranucci, Me Jean-François Laffont, pour signaler que selon elle, le véritable coupable est un homme vêtu d'un pull-over rouge et qui a tenté d'enlever un petit garçon. Lorsque sa mère lui apprend la nouvelle, Ranucci reprend du poil de la bête et prépare son procès. 
À l'audience, Christian Ranucci se montre agressif et plein de hargne. Il dit au commissaire Robiana qu'il brisera sa carrière. L'avocat général reprend la parole après la défense. Sous les applaudissements, Christian Ranucci est condamné à la peine de mort. 
Son pourvoi est rejeté par la Cour de cassation. Mais il apprend par ses gardiens qu'il a été gracié. Cela s'avérera cependant une fausse nouvelle. Christian Ranucci sera réveillé à 4 heures du matin pour être emmené à la guillotine. Alors qu'il est attaché sur la planche, il se tourne vers ses avocats et leur dit : « Réhabilitez-moi ! ».

## Fiche technique
- Réalisation : Michel Drach
- Scénario : Michel Drach et Ariane Litaize, d'après le roman homonyme de Gilles Perrault
- Production : Michel Drach
- Pays :  France
- Genre : Drame
- Costumes : Eliane Villes
- Son : Bernard Ortion
- Photographie : Dominique Le Rigoleur
- Montage : André Gaultier, Pierre Lévy, Soazig Chappedelaine
- Musique : Jean-Louis d'Onorio
- Sociétés de production : Gaumont et Port-Royal Films
- Sociétés de distribution : Gaumont
- Dates de tournage : 2 juillet-31 août 1979
- Date de sortie en salle en France : 7 novembre 1979
- Durée : 120 minutes (version intégrale) ; 115 minutes (version coupée)

## Distribution
- Serge Avédikian : Christian Ranucci
- Michelle Marquais : Louise Mathon, la mère de Ranucci
- Claire Deluca : Mlle le juge d'instruction
- Roland Bertin : le commissaire Robiana
- Roland Blanche : l'inspecteur Couderc
- Pierre Maguelon : l'inspecteur Commenci
- Gérard Chaillou : l'inspecteur Dubois
- Maud Rayer : Odile Garnier
- Didier Flamand : Jean Garnier
- Régis Porte : Me Jean-François Laffont, l'avocat de Ranucci
- Robert Rimbaud : Me Vernier
- Jean Barney : Me Paolini
- Marpessa Djian : Monique Bodj, l'amie de Ranucci
- Roger Ibáñez : M. Garcia, le père d'Elisa
- Rosita Dadoun Fernandez : Mme Garcia, la mère d'Elisa
- Reine Bartève : Mme Anna Andréi, la femme prétendant avoir vu l'homme au pull-over rouge
- Patrick Floersheim : Vincent Pasquini, le garagiste
- Jean Benguigui : Charlie, journaliste
- Pierre Mirat : le président du tribunal
- Georges Beller : Gilles Chard, journaliste
- Bernard Gauthier : le capitaine de gendarmerie
- Philippe Nahon : un policier
- Marius Laurey : M. Blanche, le gardien assermenté d'un immeuble
- Abderrahmane El Kebir : Ali
- Marcel Gassouk

## Coupes et tentatives d'interdiction
Le film se veut, selon le réalisateur et malgré les libertés prises avec la réalité des faits, une contribution pour faire avancer le mouvement pour la révision du procès de Christian Ranucci. La journaliste France Roche suggère qu'il s'agit d'un film contre la peine de mort. Le long-métrage est autorisé par la commission de contrôle malgré la demande de la famille de la victime, qui obtient la coupe de quatre brefs passages qui portent atteinte à leur vie privée. Cependant, un adjoint au maire de Toulon prononce un arrêté d'interdiction contre le film, et d'autres maires annoncent leur intention de faire de même. Gaston Defferre annonce pour sa part que le film ne sera pas interdit à Marseille, alors que Jean-Claude Gaudin, alors député UDF, dépose le 17 novembre 1979 une question écrite à l'Assemblée nationale où il demande de « fixer certaines limites » à la liberté d'expression,.

### Jurisprudence
- Conseil d'État, 26 juillet 1985, n° 43468 : « Cons. que, par arrêté du 13 novembre 1979, le maire d'Aix-en-Provence a interdit dans sa commune la projection du film "Le pull-over rouge" ; qu'il ne ressort pas des pièces du dossier que cette projection, quel que fût le caractère de ce film, ait été de nature à porter atteinte au bon ordre ou à la tranquillité publique dans la ville ; qu'ainsi le maire d'Aix-en-Provence n'est pas fondé à soutenir que c'est à tort que, par le jugement attaqué, le tribunal administratif de Marseille a annulé son arrêté précité du 13 novembre 1979 ».